# Bromley Contingent
Bromley Contingent è un'etichetta inventata dalla giornalista Caroline Coon per designare un gruppo di seguaci e fan dei Sex Pistols. Dovevano il loro nome a Bromley, il quartiere di Londra dove molti di loro vivevano. Hanno contribuito a rendere popolare il primo movimento punk britannico.

## Storia
Il gruppo includeva anche  Siouxsie Sioux, Jordan, Simon 'Boy' Barker, Debbie Juvenile (nata Wilson), Linda Ashby, Philip Salon, Simone Thomas, Bertie 'Berlin' Marshall, Tracie O'Keefe, Steve Severin, Billy Idol e Sharon Hayman. Anche Soo Catwoman fu collegata al Bromley Contingent, anche se non si considera appartenente a tale movimento.
Il Bromley Contingent ottenne un certo grado di notorietà quando Sioux, Severin, Thomas e Barker apparvero su ITV con i Sex Pistols per essere intervistati dal giornalista televisivo Bill Grundy nel dicembre del 1976. Spronato da Grundy, il cantante dei Sex Pistols Johnny Rotten utilizzò la parola "shit" (propriamente, merda) nel programma Today di Thames Television, seguito dal chitarrista Steve Jones, il quale chiamò Grundy "dirty sod" (uno stronzo), "dirty old man" (sporco vecchio), "dirty bastard" (sporco bastardo) e "fucking rotter" (fottuto mascalzone), dopo che l'intervistatore ebbe inutilmente tentato di chiacchierare con Siouxsie. Anche se il programma fu solo visto nell'area di trasmissione della Thames Television, lo scalpore furoreggiò per giorni nei tabloid e pochi giorni dopo i Sex Pistols furono licenziati dalla loro casa discografica, la EMI.
Nella settimana seguente, Siouxsie comparve sulla copertina del Daily Mirror con la scritta "Siouxsie a punk shocker". Nel febbraio del 1977, smise di seguire i concerti dei Pistols e iniziò un tour con il suo amico Severin sotto il nome di Siouxsie and the Banshees.
La notorietà del Bromley Contingent per mezzo stampa continuò nel giugno del 1977, quando il manager dei Sex Pistols Malcolm McLaren noleggiò una barca per la band e per i fan per navigare il Tamigi durante il compleanno della regina Elisabetta II. Dopo che la polizia costrinse la barca ad ormeggiarsi, molti fan dei Sex Pistols furono arrestati o feriti nello scontro. I membri del Bromley Contingent Debbie Juvenile e Tracie O' Keefe (entrambi impiegati nella boutique di McLaren SEX) furono arrestati per ostruzione e assalto nei confronti di un ufficiale di polizia. Debbie fu prosciolta dalle accuse, mentre O' Keefe restò in prigione per un mese, anche se poi fu assolto in appello. O' Keefe morì inaspettatamente all'inizio del 1978, diciottenne, per un cancro al midollo osseo.
Molti membri del Bromley Contingent formarono le loro band personali, tra cui Siouxsie & The Banshees e Generation X. Anche queste due band contribuirono nel conformare lo sviluppo e la formazione del movimento punk inglese. Siouxsie Sioux, in particolare, resta ancora oggi fondamentale nel panorama punk per i suoi annunci relativi all'abbigliamento fetish o bondage e ai cosmetici, materiale che tutt'oggi viene utilizzato tra i fan del genere.
Simon Barker diventò un noto fotografo, utilizzando il soprannome di 'Six'. Bertie 'Berlin' Marshall divenne una scrittrice, pubblicò un romanzo, Psychoboys nel 1999 e una memoria Berlin Bromley nel 2001, che fu recensito positivamente dal giornale The Guardian e dalla rivista Time Out London. Philip Salon divenne una presenza fissa nei saloni britannici degli anni '80, insieme a Steve Strange e Boy George.
Sid Vicious, il bassista che rimpiazzò Glen Matlock nei Sex Pistols, disse di disprezzare il Bromley Contingent, anche se suonò la batteria nei Banshees al loro primo concerto per il 100 Club Punk Festival del 1976. Nel 1977, in un'intervista per la BBC Galles, Vicious disse di aver inventato il "pogo" come un mezzo per picchiare quelli del Bromley Contingent al 100 Club.